# Медичний журнал
Медичний журнал — це друковане і/або електронне видання, найчастіше у форматі наукового журналу, який повідомляє медичну інформацію лікарям, медсестрам та іншим медичним працівникам та працівникам охорони здоров'я, інколи може містити інформацію для пацієнтів.
Журнали, які охоплюють багато медичних спеціальностей, іноді називають загальними медичними журналами.
Вагомий науковий журнал обов'язково має містити такий етап як рецензування.

## Історія
Перші медичні журнали були загальними медичними журналами, створені наприкінці XVIII ст. Спеціальні медичні журнали були вперше введені на початку XX століття. Першим медичним журналом, який вийшов у Сполученому Королівстві, був Medical Essays and Observations, заснований в 1731 році і виданий в Единбурзі; першим опублікованим у Сполучених Штатах був The Medical Repository, заснований у 1797 році. Також, одними з перших і видаваних донині медичних журналів є The New England Journal of Medicine, The Lancet та JAMA.
Загалом, першим українською мовою на інформаційному полі заявив про себе «Збірник медичної секції українського наукового товариства в Києві» — 1910 р. У 1918 році був започаткований журнал Лікарська справа. У 1928 році був заснований Фармацевтичний журнал. З 1995 року публікується Ukrainian Neurosurgical Journal, з 1997 року — Український медичний часопис, а з 1998 — Шпитальна хірургія.
Серед немедичних українських журналів, пов'язаних з медициною, біомедициною та біомедичною інженерією, відомі наступні: Медична освіта, Нейрофізіологія, Біополімери і клітина, Фізіологічний журнал, Цитологія і генетика.

## Критика
Річард Сміт, колишній редактор медичного журналу BMJ, критично ставився до багатьох аспектів сучасного видання медичних журналів.